# ナサール・アルアティヤ
ナサール・アル＝アティヤ（アラビア語: ناصر بن صالح العطية ナーセル・ビン・サーリフ・アル＝アティーヤ、英: Nasser Salih Nasser Abdullah Al-Attiyah ナッサー・アルアティヤ、1970年12月21日 - ）は、カタール出身のレーシングドライバーおよび射撃選手。世界的なラリードライバーの1人であり、ダカール・ラリーでは5度の総合優勝（2023年時点）がある。またW2RC（世界ラリーレイド選手権）初代チャンピオン、WRC-2（世界ラリー選手権の直下カテゴリ）2年連続チャンピオンの実績も持つ。

## レーシングドライバーとして

### ラリーレイド

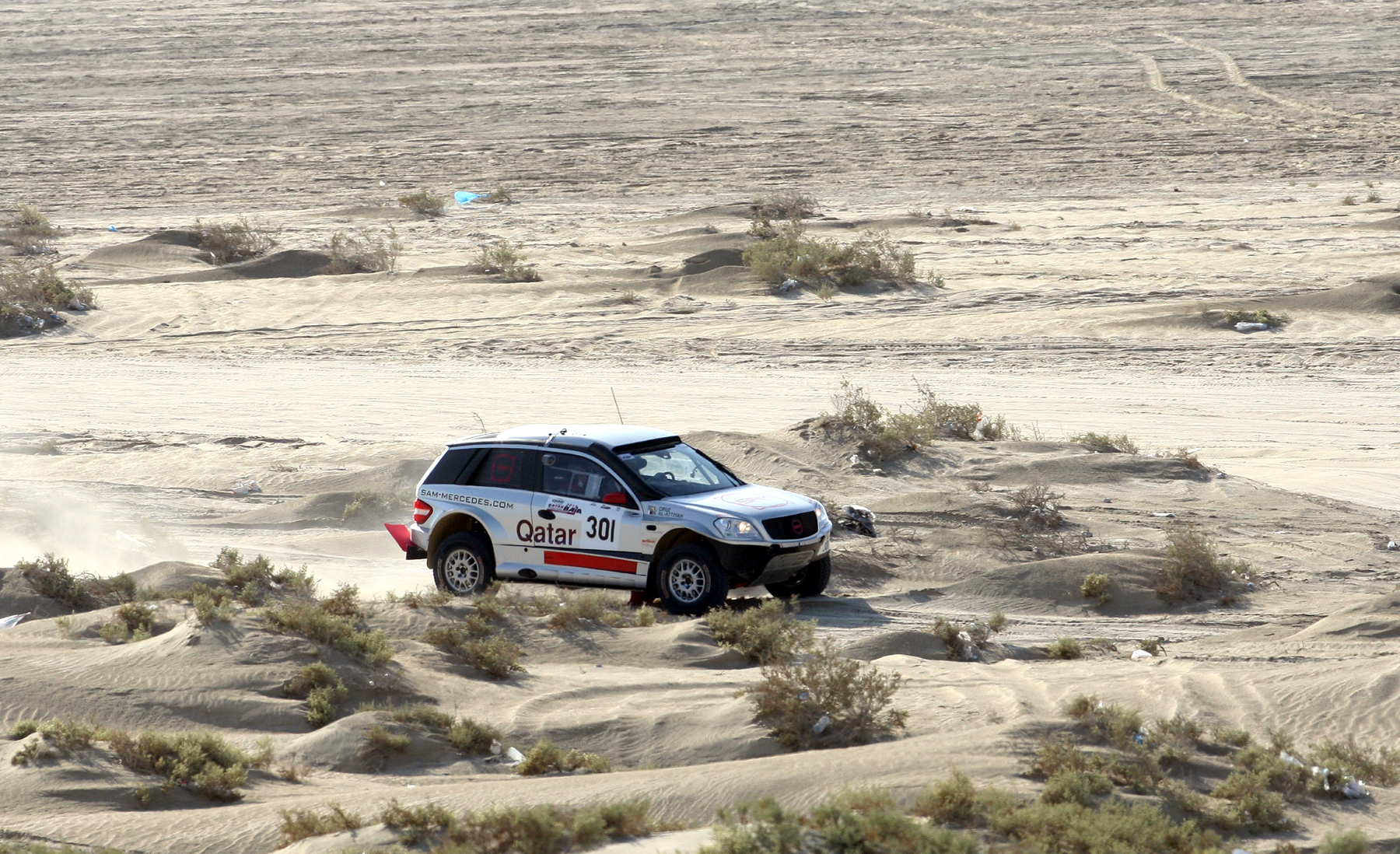
2011年カタール国際バハにて、メルセデス・ベンツ・Mクラス（W164）をドライブ

1987年に地元のクロスカントリーラリーでナビゲーターとしてモータースポーツデビュー。総合3位で完走するもナビの面白さを感じられず、以降はドライバーに転身。日産・パトロールを改造したマシンで1990～1995年のカタール国内選手権で一度も負けずに連続チャンピオンという金字塔を打ち立てた。しかし彼を支援していた国が、アル=アティヤのライバルの一家を支援するように方針を切り替えたため資金難に陥り、一旦活動を停止した。
2004年に競技に復帰。ドイツ人のマルク・バルトロメをナビとして三菱・パジェロのスーパープロダクション仕様でパリ・ダカールラリーにデビューし、総合10位で完走。2007年にはBMWのワークス格であるX-raidと契約し、フランス人で元日産ワークスのアラン・ジェネックをナビとして参戦して6位に入った。2008年には女性ナビのティナ・ターナーと組んでFIAクロスカントリーラリー・ワールドカップでチャンピオンを獲得した。

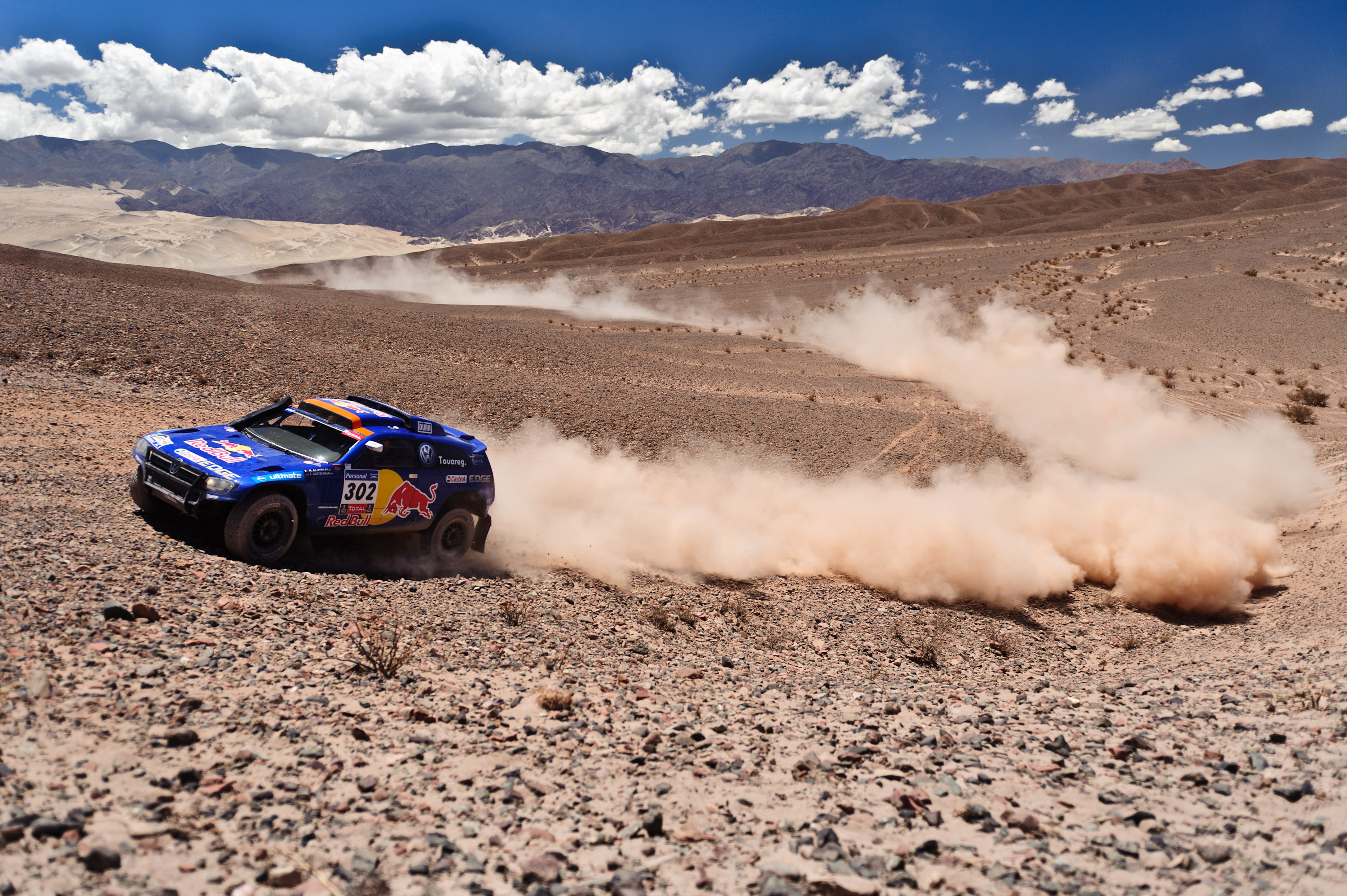
2011年ダカール。フォルクスワーゲン・レーストゥアレグをドライブ。

2010年にフォルクスワーゲン（VW）に移籍しドイツ人のティモ・ゴットシャルクをナビとする。四輪部門で同チームから参戦するカルロス・サインツに次ぐ総合2位に食い込んだ。2011年は引き続きVWから参戦し、ついにサインツを下して念願の初総合優勝を飾った。それまでの「マシン・スマッシャー（車両粉砕者）」という不名誉なあだ名を返上した。
2011年限りでVWがダカール・ラリーから撤退し、ゴットシャルクもIRCへ転戦したため、2012年は元NASCARドライバーで北米オフロードレースの英雄ロビー・ゴードンのチームから、スペイン人ナビのルーカス・クルツと組んで二輪駆動バギーのハマー・H3を駆った。しかし2度のステージ勝利を得たもののマシントラブルが頻発し、第9ステージでリタイアに終わった。
バギーの良さを確認したアル＝アティヤは、アメリカのジェフリーズ・レーシングの元へ飛び、バハ1000用マシンをダカール規定に合わせこんだ二輪駆動バギーを開発。エンジニアはWRCのトヨタ・セリカを手がけたジェラルド・ジジクが就任し、スポンサーにレッドブルとカタール観光庁が就いて、カルロス・サインツを引き込むことに成功した。バギーカーに有利な規則改定がされたこともあって、序盤に二人合わせてステージ4勝を挙げたが、冷却系のリタイアに終わっている。

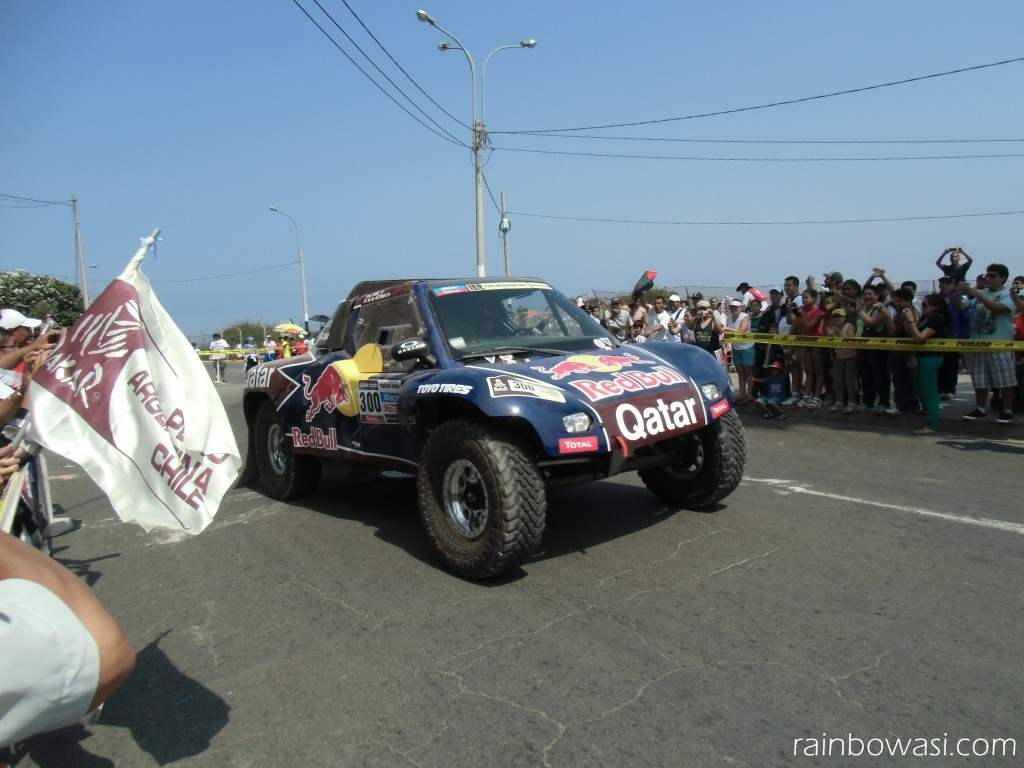
2013年ダカール。ジェフリーズ・バギーをドライブ。

ジェフリーズ・バギーは3年計画だったが、カタールの支払いの滞りで開発も進まず、レッドブルにも愛想を尽かされて破綻。2014年大会のエントリー終了後数時間前に、X-raidに電撃復帰することが発表された。モンスターエナジーとのスポンサーのバッティングを避けるため、別チームとしてエントリーした。MINIの表彰台独占の一角を占める総合3位を獲得した。
2015年からダカールでもWRC2でもナビとなったフランス人のマシュー・ボウメルが、長きに渡る相棒となる。ここで高山病に悩まされ、何度も嘔吐しながら自身2度目となる総合優勝を果たした。さらに同年、FIAクロスカントリーワールドカップで2度目のタイトルを獲得した。

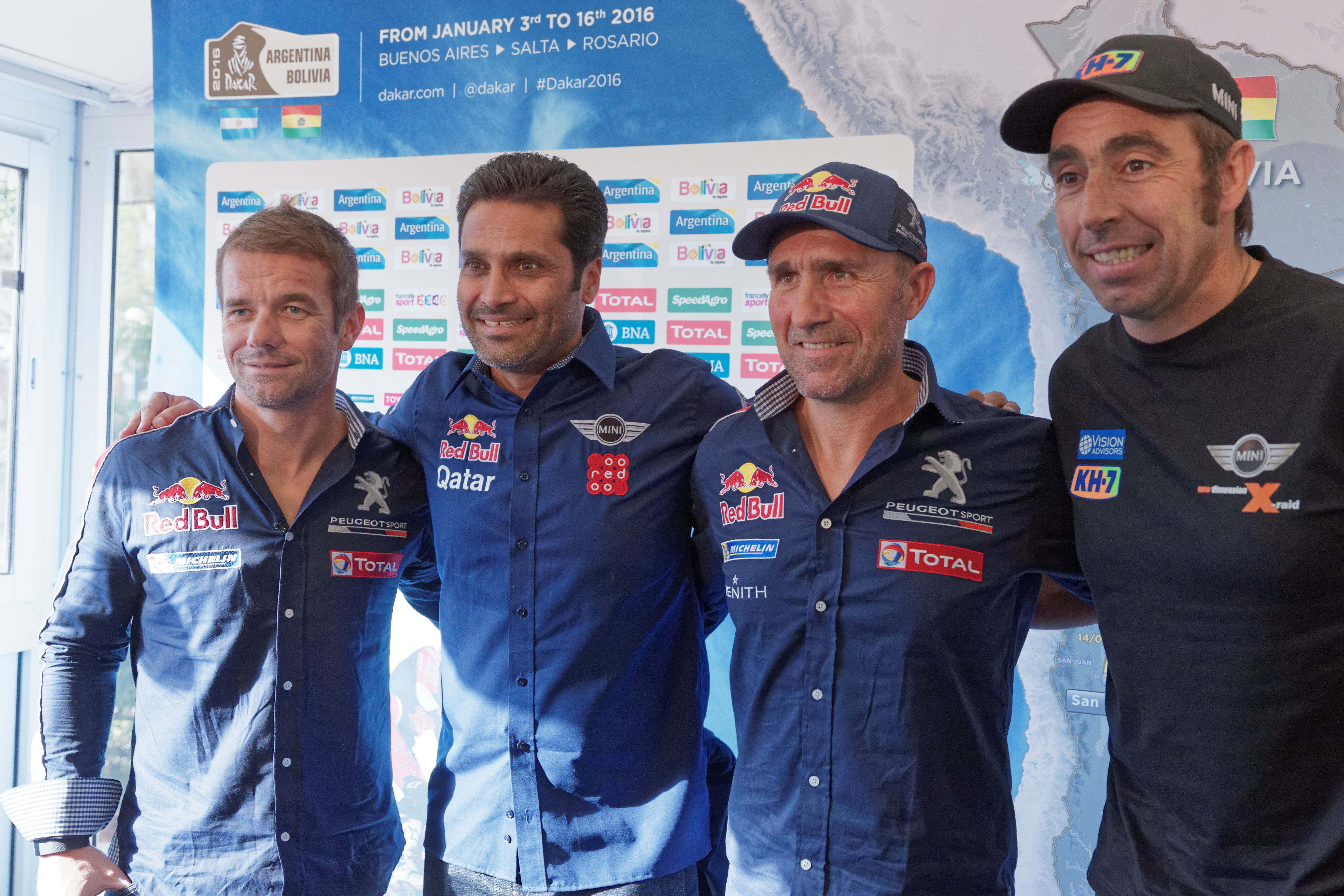
2016年ダカール前のプレスカンファレンスにて。左からセバスチャン・ローブ、アル＝アティヤ、ステファン・ペテランセル、ナニ・ロマ

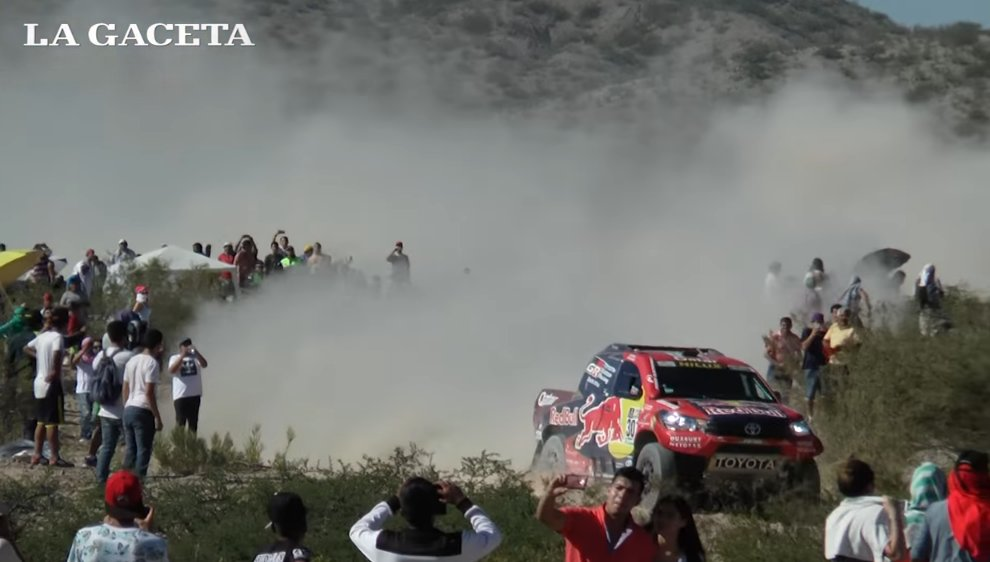
2017年ダカールにてトヨタ・ハイラックスEvoをドライブ

2016年ダカールで2位を獲得後、同年のワールドカップにはTOYOTA GAZOO Racing SA（南アフリカ法人）に移籍してハイラックスで参戦。2016年・2017年と引き続きワールドカップタイトルを獲得し、X-raid時代と合わせて3連覇している。
ペルー単独開催となった2019年ダカールでは、山脈越えが無くなったため自然吸気エンジンの不利が減ったこともあり、得意とする砂丘での強さを存分に活かし、自身3度目、トヨタにとっては初の総合優勝を果たした。同年はカンナムのサイド・バイ・サイド・ビークル（SxS）でモロッコのメルズーガ・ラリーにも挑戦しており、総合優勝を飾っている。
2020年ダカールではF1王者のフェルナンド・アロンソのチームメイトとしても注目を集めた。
2022年と2023年のダカールもトヨタのエースとして連覇し、通算5度の総合優勝を果たしている。
また2022年に開幕した世界ラリーレイド選手権（W2RC）でもセバスチャン・ローブのプロドライブ勢に競り合い勝ちし、初代世界王者となった。翌2023年もボウメルとともにタイトルを連覇した。
2023年のバハ・アラゴンで優勝した直後にトヨタ離脱を発表し、W2RC終了後のバハ・ポルタルグレからボウメルともどもプロドライブ・ハンターへと乗り換えた。ボウメルによるとこの移籍は、ダカールで将来導入される次世代パワートレイン（電動や水素）において、翌年もまだ純ガソリン車を採用する予定のトヨタが出遅れていると感じての、長期的な視野からの決断であったという。

### ラリー

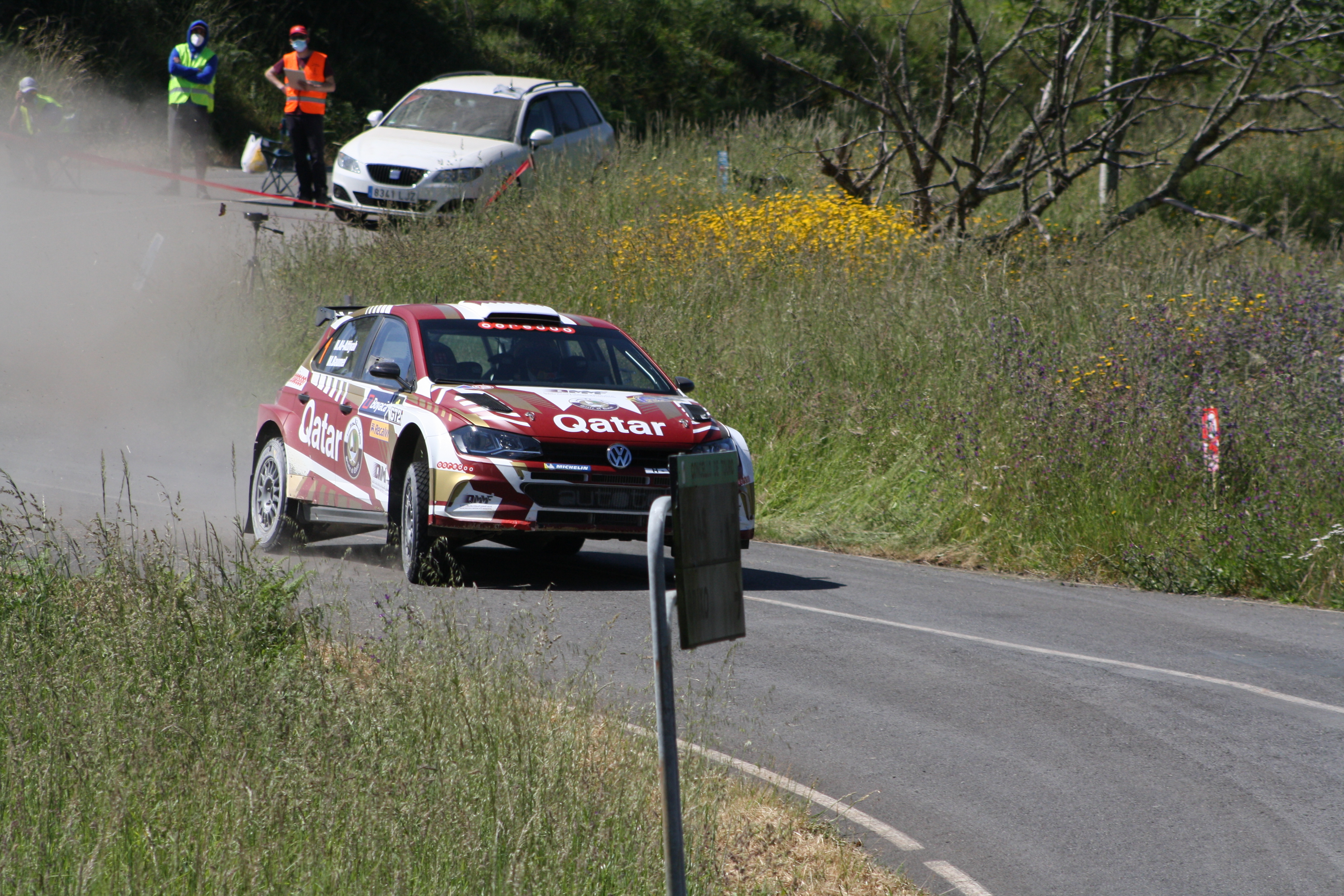
2021年スペイン国内選手権でフォルクスワーゲン・ポロR5をドライブ

射撃の選手としてひとかどの評価を得ていたがラリーへの想いを諦めきれなかった2003年、カタール自動車連盟の誘いと支援によりFIA中東ラリー選手権（MERC）に参戦。以降同選手権で18度（最大12連覇、2022年時点で継続中）ものタイトルを獲得している。これはFIAの地域ラリー選手権では最多記録である。。2022年時点で同選手権で通算85勝を記録している。また2019年にはキプロス・ラリーで欧州ラリー選手権（ERC）の同一イベント最多連勝（6連勝）もマークしている。マシンはスバル、フォード、フォルクスワーゲンを順に用いている。
世界ラリー選手権（WRC）デビューは2004年で、下部カテゴリーであるプロダクションカー世界ラリー選手権（PWRC）でインプレッサ WRX STIをドライブ。ナビはアイルランド人のクリス・パターソン。3年計画の3年目となる2006年に新井敏弘を破ってシリーズチャンピオンを獲得した。これ以降も3年間PWRCに参戦した。2008年にイタリア人ナビのジョバンニ・ベルナーニと組み、2014年まで関係を続けることとなる。
2010年からSWRCに転戦。2010年はシュコダ・ファビアS2000、2011年はフォード・フィエスタS2000をドライブしたが、最高位は2位で未勝利に終わった。

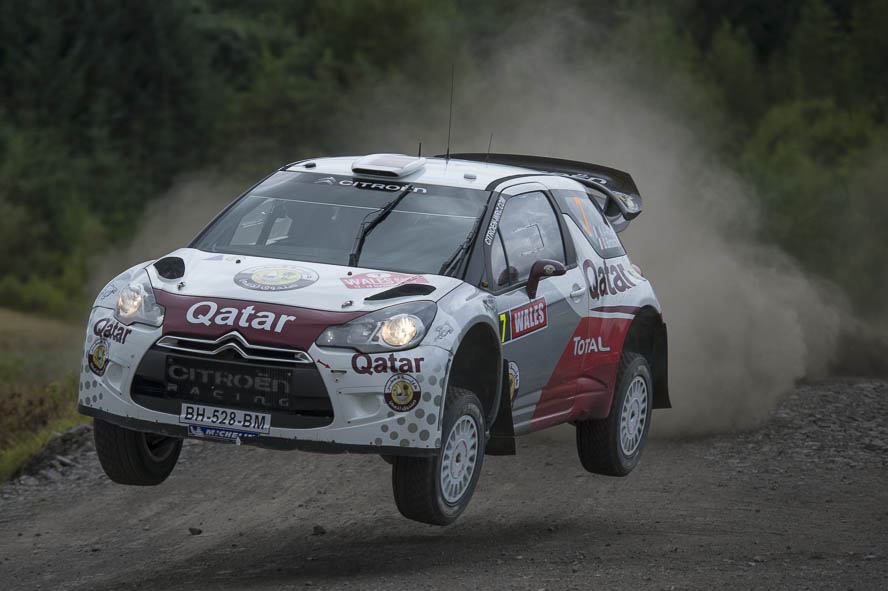
2012年ラリーGBにてシトロエン・DS3 WRCをドライブ

2012年はシトロエンのサポートを受けてカタール・ワールド・ラリーチームからワークススペックのWRカーであるシトロエン・DS3 WRCを駆り、スウェーデンを皮切りに8戦へ出場。ポルトガルでは自己最高位4位入賞を果たした。

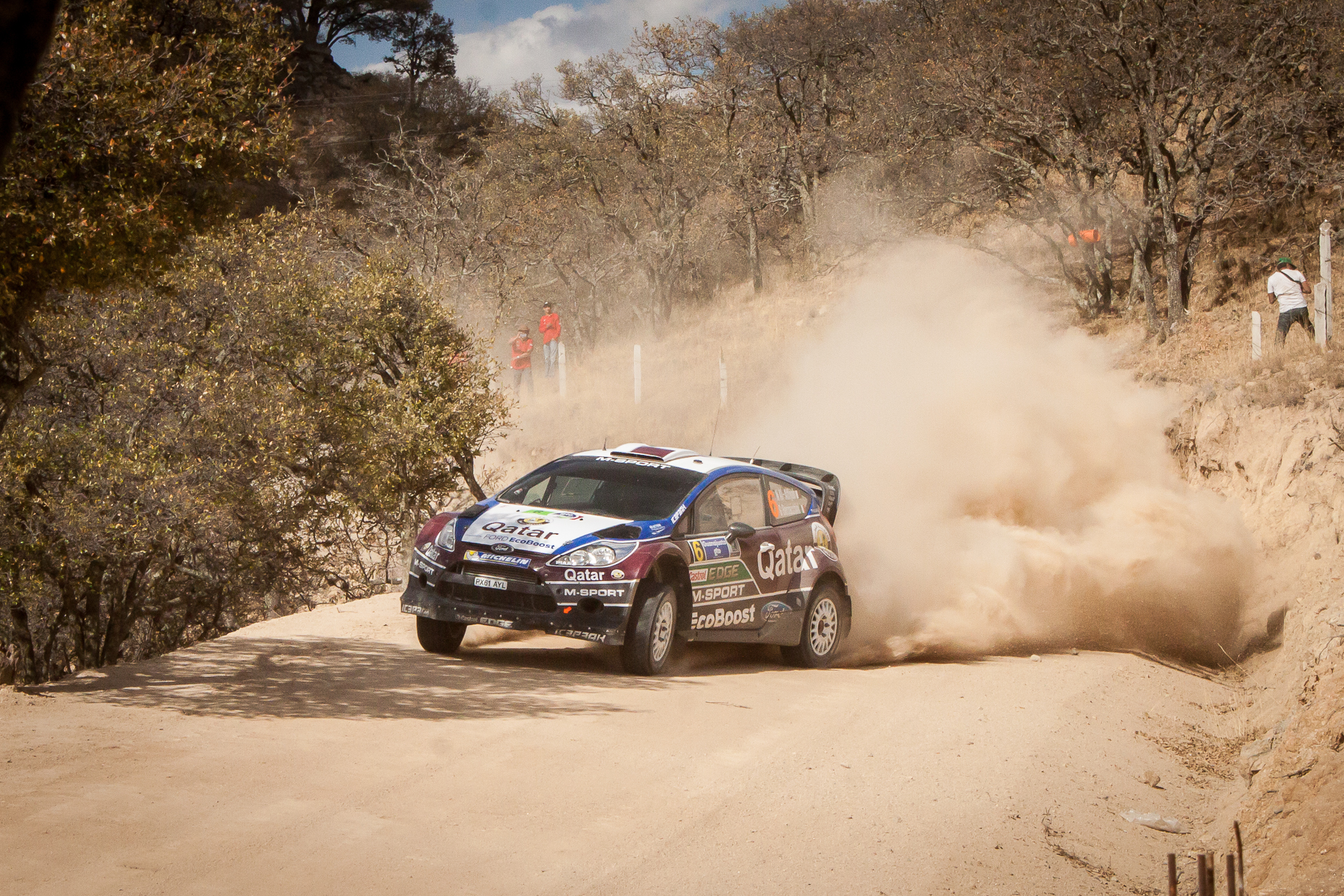
2013年ラリー・メキシコにてフォード・フィエスタ RS WRCをドライブ

フォードのワークス活動終了に伴い、チーム運営元のMスポーツをカタールが支援することになった。これにより、アルアティヤはMERCを主戦場としつつも、日程が被らないWRCイベントにMスポーツのフォード・フィエスタRS WRCで参戦した。2013年は当初8戦に出場する予定だったが、カタールの支払いの滞りによる「体調不良」やクラッシュでの怪我が影響し5戦の出場に留まった。第6戦アクロポリスではフォルクスワーゲンのアンドレアス・ミケルセンと4位争いを繰り広げたが、最終日に3連続ステージベストをマークしたミケルセンに逆転を許し5位に終わった。
2014年はWRC2に7戦に出場し4勝を挙げ2006年のプロダクションカー世界ラリー選手権(PWRC)以来となる2度目の世界チャンピオンを獲得。2015年はナビがマシュー・ボウメルとなったが、3勝を挙げてタイトル連覇を果たした。

### オフロードレース
2019年にバハ1000にレッドブルカラーに塗られたメイソン・モータースポーツ製の4WDトロフィー・トラックをドライブ。二輪のダカール王者であるトビー・プライスとコンビを組んだ。初参戦、しかも本番2日前にようやくマシンが届くという状況で、総合2位という驚異的な結果を残した。
EVで行われるエクストリームEに2022年からアプト・クプラより参戦。コ・ドライバーは序盤はユタ・クラインシュミット、途中からクレア・アンダーソンとなった。同年はチリ戦の3位が最高位となっている。

### サーキットレース
F1未経験ながらスピードカー・シリーズの2008-2009年シーズンの2戦にスポット参戦。
2010・2011年にダカールに参戦していたフォルクスワーゲンの縁で、ニュルブルクリンク24時間レースにおいて天然ガスを燃料とするフォルクスワーゲン・シロッコをドライブ。双方の年でクラス優勝を飾った。なお2011年はカルロス・サインツ、ジニエル・ド・ヴィリエと合わせてダカール覇者3名を揃えたドリームチームであった。
2015年、地元カタールで行われた世界ツーリングカー選手権（WTCC）最終戦にシボレー・クルーズでスポット参戦。第一レースは16位、第二レースは14位に終わっている。

## 射撃選手として

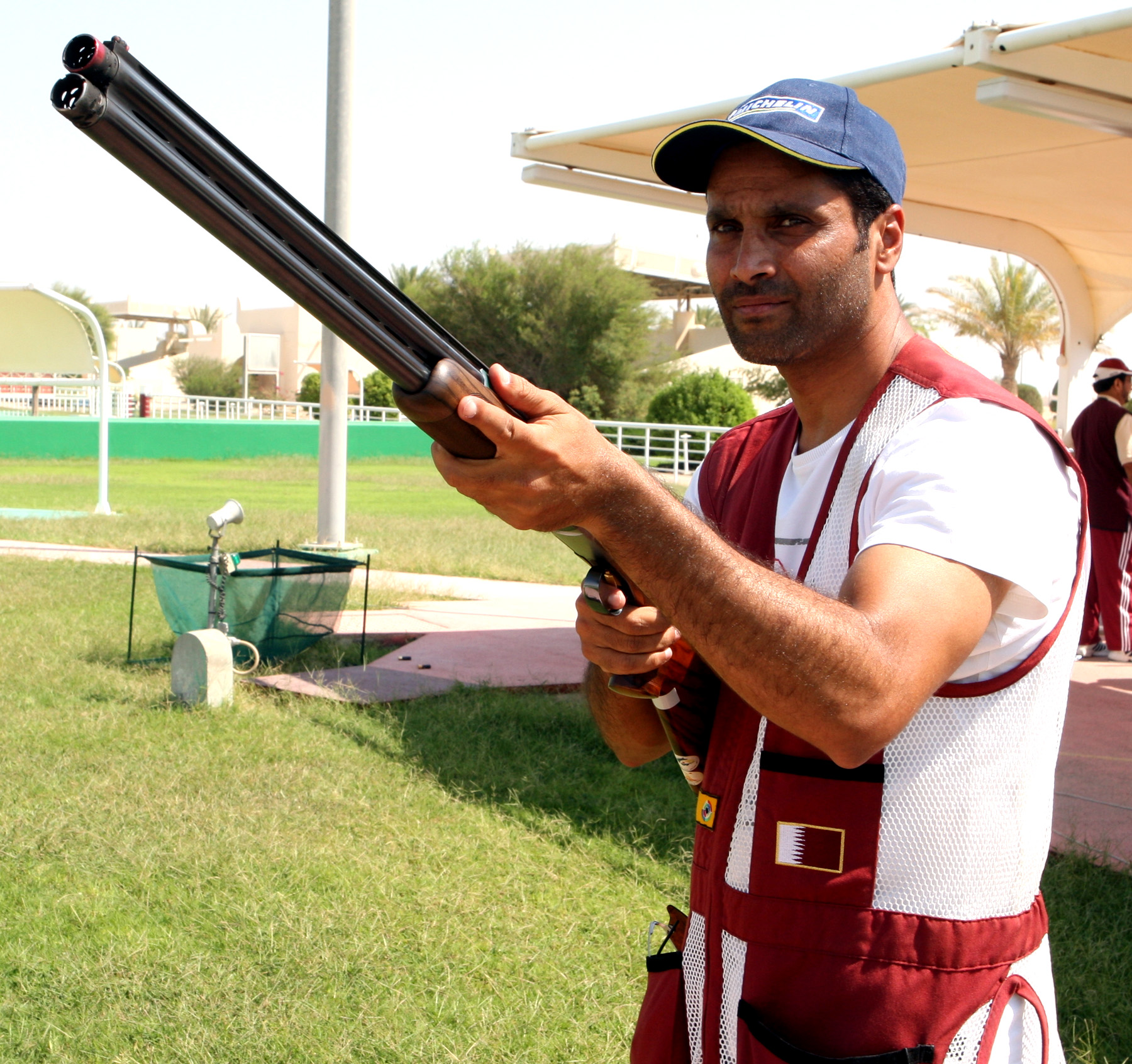
射撃場にて（2011年）

資金難でラリーレイドを休止した期間に、クレー射撃の射手を育成するカタール政府のプログラムに参加。元々狩猟も嗜んでいたアルアティヤはわずか6ヶ月のトレーニングで、アジア大会2位を獲得。その後1996年アトランタオリンピックからカタール代表として夏季五輪に6大会連続出場した。1997年のワールドカップでは3位、2002年と2010年のアジア競技大会ではスキートで金メダルを獲得、2004年アテネオリンピックでも同種目で4位に入賞している。
2012年は、五輪代表選考会となるアジア射撃選手権がダカール・ラリーの期間中に行われるため、五輪代表の座を事実上あきらめていたが、皮肉にもダカール・ラリーで途中リタイアしたことからアジア選手権への参加が可能になり、同大会のスキート男子で優勝、ロンドンオリンピックのカタール代表の座を手にした。5度目の五輪となるロンドンではスキートで銅メダルを獲得した。
夏季五輪では北京オリンピックでカタール選手団の旗手も務めた。ロンドンオリンピックでも当初旗手を務める予定だったが、結局旗手は他の選手に交代している。
2023年アジア競技大会で開催されたクレー射撃の男子スキート射撃にカタールチームの一人として参加し、団体銀・個人銅メダルを獲得している。

## 人物

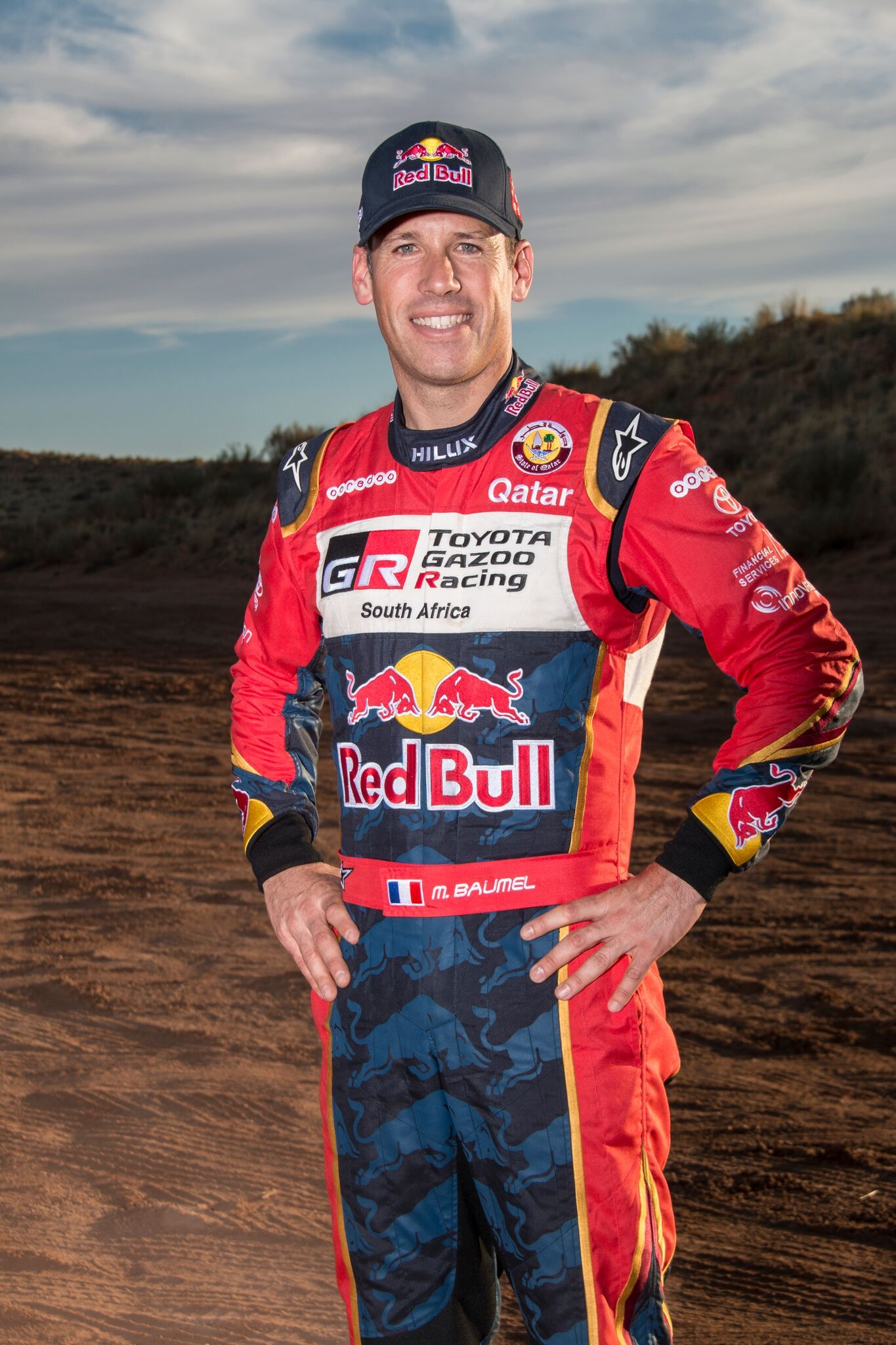
相棒のマシュー・ボウメル

- カタールの王族の一派であるアル＝アティヤ家出身で、「砂漠の王」または「砂漠の王子」とも呼ばれる。いとこのタミル・ビン・ハマド・アル＝ザニは投資会社QSI（カタール・スポーツ・インベストメント）のオーナーとしてパリ・サンジェルマンFCを所有する[22]。
- 少年期はドーハ郊外に住んでおり、近くにあった広大な砂漠で11歳の頃から密かに自動車を乗り回した。初の愛車は17歳のときに父からもらった日産・パトロール[2]。
- WRC王者とダカール総合優勝のどちらかを選べるなら、後者であると公言している。また射撃関係者からラリーをやめてくれと言われた時、「それなら射撃をやめる」と答えたと述懐している[23]。
- PWRC時代は新井敏弘のサービスによく遊びに来ていた。新井はアル＝アティヤをスポーツマンとして高く評価している一方、勝手にチームのカップラーメンやカリカリ梅を食べるのはやめてほしい、とも笑いながら話している[23]。
- 綿密な計画を立てて入念に実行に移す努力家タイプである。出身地ゆえに暑さやラフロードに強い、射撃をしているため集中力が高いなどの武器も指摘されているが、それ以上にフィジカルトレーニングを怠らず、貪欲に勝利を追求するプロフェッショナルな姿勢を高く評価する声が多い[24]。
- 窮地に陥った他のドライバーの参戦を支援したエピソードが幾つかある。2009年にブラジルのセルトゥース国際ラリーに参戦した際、現地で「フライング・ジャポネーズ」として知られる日系女性オフロードレーサー、ヘレナ・デヤマ[25]がステージ7で2位を走行中にマシンを全焼させてしまい、カンパが募られた。アル＝アティヤは2万ドルという大金を寄付する気前の良さで人気者となってブラジルを去った[26]。また2022年ダカールでレベリオン・レーシングから参戦のロマン・デュマは、シェイクダウンでマシンを全焼させたチームオーナーに自分のマシンを譲ったため、参戦が不可能になったかと思われた。しかし開幕2日前にデュマが朝食でこの件をアル=アティヤに話したところ、カタールの個人博物館に収めたばかりの前年型のトヨタ・ハイラックスをたった1日で緊急輸送してもらえることになり、参戦することが可能となった[27][28]。
- トラブルでストップした後の再スタートの際、シートベルトをきちんと締めずに発進してしまうという悪癖があり、2022年ダカールで5分のタイムペナルティを受けている。これは公式アカウントがSNSに上げた、ステージ中にタイヤ交換をするセバスチャン・ローブ/ファビアン・ルルカン組との比較動画から「タイヤ交換が速すぎる」というファンの指摘があって発覚するという、インターネット時代を象徴するかのような出来事でもあった[29]。また2023年FIA中東ラリー選手権開幕戦でも、SS1のクラッシュでのラジエーター破損を修復した際に同様のことをして5分のタイムペナルティを受けた[30]。
- CARWOWのYouTubeチャンネルではボウメルと共に登場し、GRダカールハイラックスT1+ vs ランドクルーザーGR SPORT（300系）、さらにはハイラックスT1+ vs GRスープラ vs GRヤリスのドラッグレース企画に参加した[31]。